# Petojevići
Petojevići su naseljeno mjesto u općini Foči-Ustikolini, Federacija BiH, BiH. Nalaze se s desne strane rijeke Osanice i lijevo od rijeke Drine.
Godine 1962. pripojeno im je naselje Gunja (Sl.list NRBiH, br.47/62).

## Stanovništvo
| Narod     | Popis 1961. | Popis 1971. | Popis 1981. | Popis 1991. |
| --------- | ----------- | ----------- | ----------- | ----------- |
| Hrvati    |             |             |             |             |
| Muslimani |             |             | 49          | 40          |
| Srbi      | 51          | 66          | 57          | 40          |
| ostali    |             |             | 1           | 1           |
| Ukupno    | 51          | 66          | 107         | 81          |